# Long and Winding Road
Pour plus de détails, voir Fiche technique et Distribution.
Long and Winding Road (錦繡前程, Jin xiu qian cheng) est un film hong-kongais réalisé par Gordon Chan, sorti le 4 août 1994.

## Synopsis
L'histoire de deux hommes différents qui cherchent un véritable sens à leurs vies. Lam Chiu-wing et James, deux célibataires de classe moyenne, sont des amis très proches. Lam est un esprit errant qui semble incapable de se fixer. Il s'est fait renvoyer de son boulot et sa copine l'a plaqué. James est un musicien frustré et travaille à temps partiel dans une maison de retraite. Il n'aime pas les personnes âgées, et travaille uniquement là pour être proche de la fille de ses rêves.

## Fiche technique
- Titre : Long and Winding Road
- Titre original : 錦繡前程 (Jin xiu qian cheng)
- Réalisation : Gordon Chan
- Scénario : Chan Hing-ka et Gordon Chan
- Production : Tiffany Chen et Wong Jing
- Musique : Richard Yuen
- Photographie : Derek Wan
- Montage : Inconnu
- Pays d'origine : Hong Kong
- Format : Couleurs - 1,85:1 - Stéréo - 35 mm
- Genre : Comédie dramatique
- Durée : 104 minutes
- Date de sortie : 4 août 1994 (Hong Kong)

## Distribution
- Leslie Cheung : Lam Chiu-wing
- Rosamund Kwan : Winnie Tsang
- Tony Leung Ka-fai : James
- Kenneth Tsang : Bosco Chow
- Dayo Wong : Sing